# Conival
Conival (Schots-Gaelisch: Cona Mheall) is een berg in het westen van Sutherland, Schotland, ongeveer 30 kilometer van Ullapool. Met een hoogte van 987 meter is Conival een munro. Ongeveer 1.5 kilometer van de top van Conival ligt Ben More Assynt, een iets hogere berg die tevens een munro is.
De naam Conival komt van het Gaelische Cona Mheall wat zich vertaalt als de aanliggende berg, waarschijnlijk afkomstig van het feit dat de berg zo dicht bij Ben More Assynt ligt.
De bekliming van de Conival start meestal in Inchnadamph waar een pad start dat eerst langs een groep grotten leidt (Cnoc nan Uamh). Na de top van Conival bereikt te hebben is het nog een kleine afstand tot de top van Ben More Assynt.